# Giporlos
Giporlos é um município de  quinta classe de renda municipal (d) na província Samar Oriental, nas Filipinas. De acordo com o censo de 1 de maio  de  2020 possui uma população de 13 117 pessoas e 3 167 domicílios.